# Macrophya annulata
Macrophya annulata är en stekelart som först beskrevs av Geoffroy 1785.  Macrophya annulata ingår i släktet Macrophya, och familjen bladsteklar. Arten är reproducerande i Sverige.